# تعليمات المكتبة
تعليمات المكتبة، وتسمى أيضا تعليمات ببليوغرافية (BI)، وتعليم المستخدم وتوجيهات المكتبة، وتتكون من «البرامج التعليمية المصممة لتعليم مستخدمي المكتبة كيفية تحديد المعلومات التي يحتاجون إليها بسرعة وفعالية. وتغطي عادة نظام المكتبة لتنظيم المواد، وهيكل الأدبيات في هذا المجال، ومنهجيات البحث المناسبة للانضباط الأكاديمي، والموارد المحددة وإيجاد الأدوات (فهرس المكتبة، الفهارس وخدمات التجريد، قواعد البيانات الببليوغرافية، إلخ)». وتقوم بإعداد الأفراد لكي يستخدموا المعلومات على نحو فعال ومستمر مدى الحياة عن طريق تدريس مفاهيم ومنطق الوصول إلى المعلومات وتقييمها، وبتعزيز استقلالية المعلومات والتفكير النقدي.

## تاريخ
تعليمات المكتبة «بدأت في القرن التاسع عشر، بتعليمات في استخدام المكتبات من قبل عدد من المكتبات في الولايات المتحدة بين 1876 و 1910، ثم تصاعدت في أوائل القرن العشرين». في دراسة استقصائية أجرتها جمعية المكتبات الأمريكية عام 1912، قدم 57٪ من المشاركين الدراسة المطلوبة أو الاختيارية للدورات التدريبية في المكتبة.
«كان تعليم المكتبة الأكاديمية في معظم الأحيان ناميا في مهنة المكتبة منذ أواخر الثلاثينيات وحتى أوائل الستينيات، وكان بعض أمناء المكتبات ما زالوا يشاركون في تدريس الفصول الدراسية، لكن الأدب لا يظهر إلا القليل من النشاط حول الموضوع. وقد أدى ذلك إلى تأسيس مركز تبادل المعلومات في المكتبة (لوكس)، وهو مركز تعليمي غير هادف للربح لا يدعم الربح، في أوائل السبعينات، وعقد المؤتمر الأول في ميشيغان الشرقية في عام 1973 وعقد سنويا في جميع أنحاء الولايات المتحدة منذ ذلك الحين.وتتألف مجموعة اقتراض لوكس من مواد مطبوعة مثل نشرات صفحة واحدة وببليوغرافيات وأدلة موضوعية وأشرطة فيديو تعليمية وأشرطة صوتية وأقراص مدمجة سي دي-روم وبحلول عام 1999 كان لدى لوكس أكثر من 650 عضوا في الولايات المتحدة، وكندا، ومنطقة البحر الكاريبي، وأوروبا، وأستراليا، وإسرائيل، ولبنان، وجنوب أفريقيا».
«خلال السبعينات والثمانينيات، قبل الاستخدام العام على نطاق واسع للحواسيب، [تعليم المكتبة] ذهب أبعد بكثير من تدريس آليات تحديد المواد في المكتبة المادية، كما شملت التفكير النقدي، والتعلم النشط (التشاركي)، والتعليم من المفاهيم، مثل المفردات التي تسيطر عليها، وركزت على المكتبة المادية، كما في معظمها، وهذا هو كل ما يمكن للمستخدمين محاولة الخروج أثناء التدريس، ولكن الهدف كان دائما التدريس بحيث يمكن للمستخدمين نقل ما تعلموه لحالات جديدة، أدوات مرجعية، وبيئات جديدة لهم، أي أنهم سيتعلمون كيفية التعلم». مواد تعليم مكتبة ميريام سو دادلي، مواد مكتبة التعليم، التي أنتجت أصلا في عام 1970 لمجموعة طلاب شيكانو في جامعة كاليفورنيا، هي مثال على وهذه المواد متاحة الآن على الإنترنت.
تتطور تعليمات المكتبة للتكيف مع المفاهيم المتغيرة لاستخدام المعلومات والفهم. وينبغي للبرامج النموذجية، لكي تكون ذات مغزى وفعالية، أن تستجيب لبيئة المعلومات المتغيرة. الطرق الجديدة لتعليمات المكتبات، مثل طريقة سيفالونيان، تعكس التغيرات في التكنولوجيا التعليمية ونظرية التعليم. وتعد معرفة تكنولوجيا المعلومات والاتصالات مثالا على نهج حديث لتعليم المكتبات. وتتيح تكنولوجيا المعلومات والاتصالات الوعي المعلوماتي لاستخدام تكنولوجيا الحاسوب بمختلف أشكالها من أجل التلاعب بالمعلومات والأفكار وتلقيها وتلقيها. يستخدم برنامج تعليمي نموذجي للمكتب أدوات وموارد تكميلية لتقديم تعليم تفاعلي لا تنسى. هذه الموارد ضرورية لإشراك اهتمام الرعاة المعاصرين منغمسين في بيئة إعلامية.

## العلاقة بالوعي المعلوماتي
وفقا للجنة الرئاسية المعنية بالوعي المعلوماتي، فإن الوعي المعلوماتي هو مجموعة المهارات التي يحتاجها الشخص لكي يكون «قادرا على التعرف عليها عند الحاجة إلى المعلومات والقدرة على تحديد موقع المعلومات المطلوبة وتقييمها واستخدامها بفعالية». يمكن للتعليمات في مجال الوعي المعلوماتي أن تتخذ أشكالا متنوعة، مثل فئة طويلة أو مشروع متكامل في دورة دراسية تتعلق بالموضوع ذي الصلة. معايير الكفاءة في الوعي المعلوماتي موضحة من قبل رابطة مكتبات الكلية والبحث.
هناك حاليا نقاشات حول ما إذا كان من الضروري الحصول على تعليمات حول كيفية استخدام أنظمة المكتبات، أو إذا كان من الأفضل قضاء الجهود لجعل النظم أسهل في الاستخدام بحيث لا تتطلب أي تعليمات. وتشير دراسة خاصة نشرت في مجلة المكتبات الأكاديمية إلى أن النموذج الأكثر سائدة من تعليم القراءة والكتابة المعلومات، ونموذج الدورة الواحدة طلقة واحدة، هو غير فعال ولا يجعل حقا فرقا ملموسا في صفوف الطلاب. إلا أن نفس الدراسة أشارت أيضا إلى أن الطلاب الذين التحقوا بفصول أطول مع جلسة تعليم المكتبة سجل أعلى بكثير، مما يشير إلى أنه قد لا يكون فكرة التعليمات المعيبة، بل بالأحرى الطريقة.

## الصيغ
تعليمات المكتبة «في أشكال مختلفة مثل إعدادات الصف الرسمي، جلسات مجموعة صغيرة، لقاءات على واحد، أدلة مكتوبة والكتيبات والعروض السمعية والبصرية، والتعليم بمساعدة الحاسوب (CAI)».
«منذ فترة طويلة ينظر إلى التعليمات المرتبطة بدورة على أنها واحدة من أكثر الطرق فعالية لتعليم المستخدم.وعلى عكس المتوقع فإن تعقيد التعليم المرتبط بالدورة، هو شرط لتعاون أعضاء هيئة التدريس وسلطة عضو هيئة التدريس لاتخاذ قرار عندما يتم إعطاء التعليمات ومن الذي يحصل عليه وباختصار، فإن أمناء المكتبات لديهم سيطرة محدودة على التعليم المتصل بالدورة، كما أن أشكال التعليم هذه كثيفة الموظفين، ويزيد من تفاقمها ارتفاع نسبة الطلاب إلى أمناء المكتبات الموجودين في معظم المؤسسات».
بعض المكتبات الجامعية تقدم دورات تعليمية متخصصة. في هذه الجلسات يعمل أمين المكتبة واحد على واحد مع مستخدم لمساعدته أو لها مع أهداف بحثية محددة. ويشار إلى هذه الجلسات أحيانا باسم «العيادة الورقية الشرطية» أو «مشاورة بحثية».
هناك خيار آخر لتعليمات المكتبة يتكون من جلسات تعليمة واحدة. هذا المصطلح العامية يشير إلى «التعليمات الرسمية التي تقدم في جلسة واحدة، بدلا من التعليمات الموسعة خلال جلستين أو أكثر». وغالبا ما تعقد هذه الاجتماعات الصفية فقط قبل تعيين ورقة المدى، والهدف من أمين المكتبة هو توجيه الطبقة إلى أفضل مصادر المكتبة لاستخدامها في ورقة المدى. 
يمكن أيضا الاستفادة من تعليمات المكتبة من استخدام ألعاب الفيديو والألعاب المصممة للوعي المعلوماتي. عند دمج مبادئ التصميم من الألعاب في تعليم الوعي المعلوماتي، يمكن لأمناء المكتبات التعليمية تعليم الطلاب كيفية النجاح من خلال مهام طويلة ومعقدة وصعبة  مع الحفاظ على تجربة التعلم. 

### تعليمات المكتبة الهامة
تكمن جذور تعليم المكتبة الحرجة في فكرة أن المعرفة تقع ثقافيا، وبالتالي يجب أن تكون التعليمات كذلك. يتميز النهج القائم على البراكسيس الذي يرتبط ارتباطا وثيقا السياق والاحتياجات من المعلومات للمتعلم، والتعليم مكتبة حاسمة يبدأ دائما مع تقييم سياق المتعلم واحتياجاتهم من المعلومات. ويثير التعليم الأساسي للمكتبة إشكالية في الطرق التقليدية لتدريس مهارات محو الأمية المعلوماتية كطريقة مميزة للتعرف على السياقات الأكاديمية،  وبدلا من ذلك يدعو إلى طريقة للتدريس تؤكد على إطار المتعلم والاحتياجات من المعلومات. 
تتأثر الفلسفة التربوية النقدية التي تعالج المشاكل والأسئلة ذات الصلة بشكل خاص بحياة الطلاب، وتهدف تعليمات المكتبة الهامة لتوفير نفس النهج لاحتياجات المعلومات الطلاب والممارسات. من تعليم محو الأمية الحرجة، تعليمات المكتبة الحرجة تقترب من محو الأمية كالتعليم السياسي ومحو الأمية كفعل سياسي؛ وبالتالي فإن تعليمات المكتبة الهامة تتطلب من المدربين الحفاظ على الوعي بديناميكا السلطة، وتقاطعات الهوية، والطعن في تعريفاتهم الخاصة لمحو الأمية من أجل توفير تعليم مفيد لطلابهم.

## انظر أيضا
- وعي معلوماتي